# Boybuloq
Boybuloq – jaskinia krasowa w Uzbekistanie, w Górach Hisarskich, odkryta w 1980 roku. Jest to najgłębsza oraz najdłuższa jaskinia w kraju.